# Kazimierz Antoni Wodzicki
Kazimierz Antoni Wodzicki (ur. 4 lutego 1900 w Olejowie, zm. 15 czerwca 1987 w Wellington) – polski zoolog, ornitolog, dyplomata.

## Pochodzenie
Kazimierz Antoni Wodzicki wywodził się z rodziny szczególnie zasłużonej dla badań polskiej przyrody – był wnukiem hr. Kazimierza Wodzickiego st. (1816–1889), literata i także ornitologa oraz synem Aleksandra Ludwika Wodzickiego (1860–1941), ostatniego właściciela Olejowa i Marii Karoliny Dzieduszyckiej (1876–1956). Kazimierz Wodzicki st. był jednym z najwybitniejszych zoologów XIX w., pionierem ochrony przyrody, twórcą bogatych zbiorów zoologicznych (przekazanych później instytucjom społecznym), autorem kilkudziesięciu prac z dziedziny ornitologii m.in. Zapisków ornitologicznych i opracowania przyrody tatrzańskiej Wycieczka ornitologiczna w Tatry, a także mecenasem badań przyrodniczych. Kuzyn Kazimierza, Stanisław Wodzicki założył arboretum i ogrody w Niedźwiedziu, gdzie prowadził prace nad aklimatyzacją roślin użytecznych. Był także twórcą pierwszego polskiego czasopisma ogrodniczego i autorem wielu poradników rolniczych.

## Studia i działalność naukowa
Kazimierz Antoni Wodzicki studiował na Wydziale Rolniczym Uniwersytetu Jagiellońskiego, w 1922 uzyskał stopień inżyniera, a trzy lata później doktorat. Równocześnie od 1923 pracował jako asystent, a następnie starszy asystent w kierowanym przez Henryka Hoyera Zakładzie Anatomii Porównawczej. W roku 1930 habilitował się z zakresu anatomii zwierząt, a w roku 1934 z zakresu hodowli zwierząt. W latach 1934–1935 wykładał hodowlę zwierząt w Uniwersytecie Poznańskim. W latach 1935–1939 był profesorem i kierownikiem Zakładu Anatomii Zwierząt i Histologii Szkoły Głównej Gospodarstwa Wiejskiego w Warszawie.
Prowadził badania nad bocianem białym, jego asystentem był Włodzimierz Puchalski, znany później filmowiec i fotografik, który wówczas nakręcił pierwszy polski dokumentalny film przyrodniczy Bezkrwawe łowy (1939). Badano m.in. wpływ magnetyzmu ziemskiego na orientację w locie bocianów, wyposażając je w magnesy zakłócające pole magnetyczne Ziemi.

## Emigracja
Po wybuchu II wojny światowej i agresji ZSRR na Polskę znaczna część rodziny Wodzickiego  została deportowana przez NKWD na Syberię, tam zmarł jego ojciec. Sam Wodzicki został zatrzymany przez NKWD, zwolniony przedostał się do Włoch, następnie do Paryża, gdzie spotkał się z żoną, Marią z domu Dunin-Borkowską i z dziećmi. We Francji oddał się do dyspozycji polskich władz emigracyjnych.
W 1940 w uznaniu jego prac przyrodniczych został wyróżniony tytułem honorowego przewodniczącego Francuskiego Towarzystwa Zoologicznego. Zajmował się problemami szkolnictwa polskiego na wygnaniu. Po upadku Francji przedostał się do Anglii, gdzie kontynuował badania naukowe współpracując z British Museum. W 1940 Wodzicki kierował także Funduszem Kultury Narodowej (FKN), wspierającym pracowników nauki oraz kultury i sztuki.
W latach 1941–1945 pełnił funkcję konsula generalnego Rządu Rzeczypospolitej Polskiej na uchodźstwie w Wellington w Nowej Zelandii. W 1942 wraz z Armią Andersa wyszło z ZSRR kilkanaście tysięcy dzieci, sierot i półsierot po więźniach Gułagu i zesłańcach polskich. Rząd Polski w Londynie zaapelował do Ligi Narodów o pomoc w znalezieniu czasowego schronienia dla polskich cywilów i dzieci. Zorganizowano im opiekę w obozach w Persji, Indiach, na Bliskim Wschodzie, Afryce, Meksyku. Pomoc, jako jeden z niewielu krajów, zaoferowała Nowa Zelandia. Stało się tak dzięki inicjatywie żony konsula Marii Wodzickiej (delegatki PCK), wspartej przez dyplomatyczne starania Wodzickiego, zabiegom żony nowozelandzkiego premiera, Janet Fraser, w efekcie których premier Peter Fraser pod koniec 1943 r. zaprosił do swojego kraju 733 polskie dzieci przebywające w Isfahanie. Sieroty i półsieroty, które utraciły rodziny po deportacji w głąb ZSRR w latach 1940–1941, miały pozostać w Nowej Zelandii do zakończenia wojny. Wraz z setką opiekunów zostały osiedlone na kampusie w Pahiatua.

Żona ówczesnego konsula Kazimierza Wodzińskiego, hrabina Maria Wodzińska dowiedziała się, że wojenne sieroty wywożone są z Polski na Zachód. Porozmawiała z żoną nowozelandzkiego premiera Petera Frasera, Janet, a ta z kolei przekonała męża, że taką akcję pomocową mogłaby zorganizować Nowa Zelandia. I tak się stało. Parlament nowozelandzki zgodził się na to.

Ambasador Nowej Zelandii, Wendy Jane Hinton

Z racji przyjęcia przez rząd Nowej Zelandii polskich dzieci oraz opiekunów, Konsulat Generalny R.P. w Wellingtonie uznał za stosowne wydawanie osobnego dodatkowego pisma o sprawach polskich dla odbiorcy nowozelandzkiego. Redaktorem odpowiedzialnym pisma „Polish Bulletin for New Zealand”, wychodzącego nieregularnie od 2. poł. 1944 do połowy 1945 był konsul generalny Kazimierz Wodzicki.
Wodzicki do końca życia wspierał uchodźców z Pahiatua i całą nowozelandzką Polonię. Był aktywny przy powstawaniu drugiego Stowarzyszenia Polaków w Nowej Zelandii. Pomógł m.in. zorganizować kurs języka polskiego na Victoria University of Wellington. Wspierał także duszpasterstwo polskie w Nowej Zelandii, które w latach 50. XX w. zorganizował ks. dr Leon Broel-Plater, wcześniej od 1947 (po ks. Michale Wilniewczycu) także kapelan w Pahiatua. Gdy było to możliwe, starał się utrzymywać kontakty z Polską, a w pierwszych powojennych numerach „Ochrony Przyrody” opublikował notatki na temat nowozelandzkich ptaków. W okresach „odwilży” udało mu się kilkakrotnie przyjechać do kraju. Na 600-lecie Uniwersytetu Jagiellońskiego w 1964 przysłał list.

## Powrót do działalności naukowej na emigracji
Po wojnie konsulat przestał funkcjonować, jednak premier Peter Fraser zwrócił się do Departament of Scientific and Industrial Research z prośbą o umożliwienie kontynuacji pracy naukowej Wodzickiemu, który pozostał w Nowej Zelandii i powrócił do zawodu zoologa. Zorganizowany przez Polaka Wydział Badań Ekologii Zwierzęcej odegrał istotną rolę w badaniach nad ekologią zwierząt. Kazimierz Wodzicki stał się pionierem tego typu badań w Nowej Zelandii i Australii, a jego prace nad fauną tego kontynentu, zwierzętami introdukowanymi, ekologią wysp południowego Pacyfiku, należą dzisiaj do klasyki nowoczesnego przyrodoznawstwa. Napisał wiele prac naukowych i wykładał zoologię na Victoria University w Wellington. Organizował też wyprawy badawcze na wyspy Oceanii, gdzie prowadził badania nad głuptakiem australijskim na przylądku Kidnappers nad zatoką Hawke (rejon Hawke’s Bay na Wyspie Północnej) oraz problemem introdukcji gryzoni. Miał duży wkład w badanie rozmnażania się szczurów na Rarotonga, Tokelau i Niue. Szczury powodowały duże szkody na plantacjach kokosów. Prawdziwą sensacją, także dla szerokiej publiczności, było odkrycie na wyspie Kawau kangura małego, wytępionego na kontynencie australijskim i powszechnie uznawanego za gatunek wymarły.
Był członkiem Polskiego Towarzystwa Naukowego na Obczyźnie (od 1960), a od 1962 członkiem Royal Society of New Zealand.

## Wyróżnienia i odznaczenia
Polskie Towarzystwo Zoologiczne przyznało Kazimierzowi Wodzickiemu tytuł zagranicznego członka korespondenta. Otrzymał doktorat honorowy Victoria University w 1980 oraz członkostwo honorowe New Zealand Ecological Society w 1984.
W 1976 Kazimierz Antoni Wodzicki został odznaczony Krzyżem Oficerskim Orderu Imperium Brytyjskiego (OBE). Zarządzeniem z 3 maja 1985 prezydenta RP na uchodźstwie Edwarda Raczyńskiego został odznaczony Krzyżem Komandorskim Orderu Odrodzenia Polski za całokształt wybitnej wieloletniej pracy w służbie zagranicznej i opiekę nad uchodźcami Polakami po II wojnie światowej. Postanowieniem prezydenta RP Bronisława Komorowskiego z 9 maja 2011 Wodzicki oraz jego żona Maria zostali pośmiertnie odznaczeni Krzyżami Komandorskimi Orderu Odrodzenia Polski za wybitne osiągnięcia w niesieniu pomocy polskim uchodźcom i dzieciom osieroconym na Syberii.

## Życie prywatne
W 1928 roku ożenił się z Marią (nazywaną później Myną) Dunin-Borkowską, absolwentką rolnictwa UJ. Mieli dwójkę dzieci: córkę Monikę i syna Antoniego. Miał również siedmioro wnucząt.
W Nowej Zelandii zamieszkał na przedmieściu Wellington, Hataitai, przy Konini Road.

## Niektóre publikacje
Wodzicki jest autorem kilku książek i dziesiątków artykułów (wybór):
- Unaczynienie narośli skórnych głowy ptaków[22] (1929)
- Studja nad bocianem białym w Polsce 3, Bocian w województwie lwowskim[23] (1935)
- Pochodzenie ptaków. Wykład habilitacyjny wygłoszony na Wydziale Rolniczym Uniwersytetu Jagiellońskiego dnia 1 marca 1930 r.[24] (1931)
- Über die Unbeständigkeit der Hühner der Faverollesrasse auf Grund der Spaltung einiger morphologischer Merkmale in einer Population von Faverolleshennen, Sektion für Züchtungsbiologie des Zootechnischen Landes-Forschungsinstitutes in Brünn. Tschechoslowakei, w: „Zeitschrift für Züchtung”. Reihe B, „Tierzüchtung und Züchtungsbiologie einschließlich Tierernährung”, v34 n2 (January-December 1936), s. 241-268. ISSN 0179-9789
- Rola zwierzęcia w pierwszych fazach dziejów człowieka. Wykład wygłoszony w Szkole Głównej Gospodarstwa Wiejskiego w Warszawie w dniu inauguracji 20 listopada 1938 roku[25] (1939)
- Education in Poland. Survey with an illuminating moral[26] (1942)
- Interim report on wild life problems in New Zealand[27] (1947)
- Introduced mammals of New Zealand. An ecological and economic survey[28] (1950)
- The use of Japanese weasels to control rats in Pacific Islands[29] (1968)
- Relationships between rats and man in the Central Pacific[30] (1979)